# Holodonata
Clade
Taxons de rang inférieur
- Odonata
- †Protodonata

Les Holodonata forment un clade d'insectes ailés du super-ordre des Odonatoptera.